# Saeb Erekat
Saeb Erekat (Abu Dis, 28 de abril de 1955 - Jerusalém, 10 de novembro de 2020) foi um político e académico palestiniano.

## Biografia
Saeb Erakat possuiu uma licenciatura e mestrado em Relações Internacionais pela Universidade Estadual de São Francisco. Em 1983 doutorou-se em resolução de conflitos e estudos sobre a paz na Universidade de Bradford, no Reino Unido.
Tornou-se professor do Departamento de Ciência Política da Universidade de an-Najah em Nablus, em 1979, onde exerceu igualmente funções como director de relações públicas e internacionais da instituição.
Foi escolhido como vice-presidente da delegação palestiniana na Conferência de Paz de Madrid de 1991. Trabalhou como negociador palestiniano nos encontros que se seguiram, como em Camp David (2000) e em Taba (2001). Entre Maio de 1994 e Abril de 2003 foi ministro do governo local na Autoridade Nacional Palestiniana. Em 1996 foi eleito para o Conselho Legislativo da Palestina pela Fatah de Yasser Arafat.
Exerceu ainda funções no conselho editorial do jornal diário palestiniano al-Quds, bem como Sociedade de Estudos Árabes, onde foi secretário-geral.

## Morte
Morreu em 10 de outubro de 2020 em um hospital de Jerusalém, aos 65 anos, devido à COVID-19.